# Парабульбарная инъекция
Парабульбарная инъекция — введение лекарственных препаратов с помощью инъекции через кожу нижнего века на глубину до 1 см в направлении к экватору глаза.

## Принципы парабульбарных инъекций
В основе парабульбарного метода введения лежит диффузия препарата тканями глазницы.
Основные принципы выполнения парабульбарных инъекции следующие:
- В ряде случаев проводят сразу два прокола (например, при введении анестезии) в различные участки глаза. Вторую инъекцию следует проводить только если одного укола недостаточно. В противном случае повышается риск возникновения осложнений, связанных с анатомическими изменениями после введения первой инъекции;
- Во избежание осложнений лучше избегать проведения инъекции через верхний носовой участок (угол глаза);
- Глубина введения иглы не должна превышать 25 мм;
- Во избежание болевых ощущений у пациента при проведении парабульбарной инъекции использовать только тонкие иглы (до 25 калибра);
- Скорость введения анестезирующих средств существенно не влияет на оценку болевых ощущений пациентами[2].

## Техника выполнения
Инъекция выполняется с помощью шприца с тонкой иглой в область под глазным яблоком через внешний край нижнего века.
Техника выполнения парабульбарных инъекций следующая:
- Подготовить шприц с иглой мелкого калибра. Игла без острого скоса;
- Отобрать необходимое количество раствора для инъекций в шприц;
- Осторожно оттянуть нижнее веко вниз;
- Закапать 1 каплю местного обезболивающего в виде глазных капель;
- Ввести иглу через нижнее веко;
- После введения иглы подвигать ее в латеральных направлениях, чтобы убедиться, что она не проколола склеру (в этом случае латеральные движения затруднены);[3]
- Вести иглу назад и в сторону не более чем на 24 мм, держа дальше от глазного яблока;
- Проводить иглу дальше в соответствии с кривизной глазного яблока, чтобы срез иглы был как можно ближе к задней склере;
- После этого впрыскивают раствор лекарственного препарата.

Для уменьшения внутриглазного давления, которое увеличивается после укола, следует в течение 5-10 минут после укола осуществлять компрессию на глаз с помощью специальных приборов.

## Показания к применению
Общими назначениями к применению парабульбарных инъекций является лечение различных заболеваний глаза:
- воспаление переднего и заднего глазного отрезка;
- кератит,
- склерит;
- нейроретинит;
- иридоциклит;
- заболевание макулы;
- патологии сетчатки;
- некоторые состояния органов зрения при сахарном диабете и др.

Отдельно применяют парабульбарные инъекции для введения обезболивающих средств.

## Препараты, которые возможно ввести парабульбарно, и их назначение
С помощью парабульбарных инъекций можно ввести ряд лекарственных средств, направленных на преодоление различных проблем офтальмологии:
- Пептидные биорегуляторы с выраженной активностью для лечения патологий сетчатки глаза, таких как дегенерация;
- Препараты для восстановления после проведения оперативных вмешательств на глазах;
- Препараты для лечения глаукомных нейрооптикопатии. В частности, для укрепления сосудистых стенок, и предупреждения вазоспазма;[5]
- Антибактериальные средства. Применяются при тяжелых инфекционных воспалениях глаза. Как правило, объем лекарственного средства (ЛС), который вводится не превышает 0,5 — 1 мл. После инъекции терапевтическая концентрация ЛС в полости глаза значительно превышает концентрацию, которая достигается при инстилляциях. Парабульбарные инъекции показаны для лечения заболеваний и травм переднего отдела глаза (склериты, кератита, иридоциклита, периферического увеита);
- Противовирусные препараты при инфекциях органов зрения, вызванных вирусом, пример герпеса;
- Капиляростабилизирующие средства. Для стабилизации клеточных мембран, удлинения времени свертывания крови, снижение вязкости крови, защиты сетчатки. Применяют при кровоизлияниях, осложненной миопии, макулярной дистрофии сухого типа;
- Средства, применяемые при сосудистых заболеваниях глаз[6].
- Антинеоваскуляризационные средства. Применяют для лечения возрастной макулярной дегенерации, макулярного отека, тромбозах вен сетчатки;
- Средства, применяемые при расстройствах сосудов глаза. Лечат отек макулы, в том числе диабетического происхождения;
- Препараты для лечения гемофтальме (в том числе для лечения пролиферативной диабетической ретинопатии);
- Глюкокортикоиды и противовоспалительные средства.

## Парабульбарная анестезия
Отдельный интерес для медицины представляет направление парабульбарной анестезии. Это введение анестезирующих лекарственных средств непосредственно в пространство за глазным яблоком, парабульбарным методом. Техника широко используется в офтальмологической хирургии при осуществлении операций на глазах.
Следует отметить, что ранее распространенным методом анестезии была ретробульбарная анестезия. Сейчас некоторые исследования подтверждают, что парабульбарная анестезия является более безопасной альтернативой. Анестетик откладывается за пределами мышечного конуса, что позволяет избежать кровоизлияний и прямого повреждения зрительного нерва.
По некоторым неопубликованным данным известно, что первым применил парабульбарную анестезию в 1970 году Кельман. Но первыми сообщили о ней Davis и Mandel в 1985 году.
При введении анестезии парабульбарно необходимо выполнить две инъекции в разные области глаза. Последние исследования показывают, что некоторые операции можно выполнять с одной инъекцией. Такой подход считается более безопасным. Однократное введение анестетика эффективно при процедурах, которые длятся менее 3 часов. Но при сложных операциях длительностью более 3 часов приходится делать дополнительную парабульбарную инъекцию.

## Возможные осложнения
Некоторые осложнения при введении парабульбарное инъекций могут возникнуть из-за нарушения техники процесса. Среди них:
- Химоз и высокое глазное давление. Добавляется акинез с потерей зрения. Могут быть последствиями использования больших объемов местного анестетика. Чаще развивается у молодых пациентов из-за жесткости тканей глазных структур[10];
- Перфорация глазного яблока может произойти с частотой 1/1000 случаев[11]. Ее можно заметить, если при вводе яблоко глаза становится мягким. Чаще встречается у пациентов с миопией;
- введение анестетика в сосуд или спинномозговую жидкость, проявляется судорогами, коллапсами кровообращения, нарушением сознания[12].
- повреждение зрительного нерва. Может произойти из-за прямого повреждение нерва или кровеносных сосудов;
- окулокардиальний рефлекс. Связан с причинением давления на глазное яблоко. Проявляется как аритмия и брадикардия.

Редко случается отек легких и аллергические реакции, механизм этих явлений относительно парабульбарных инъекции изучен недостаточно.
Чтобы избежать осложнений при введении парабульбарных инъекций, следует придерживаться основных принципов техники введения. Дополнительной мерой безопасности может быть параллельное выполнение сонографии вместе с инъекцией, что позволяет видеть визуально введение иглы. Но пока широкого применения такой подход не получил.